# گوسون ساکای
گوسون ساکای (انگلیسی: Goson Sakai؛ زادهٔ ۲۰ مارس ۱۹۹۶) بازیکن فوتبال اهل ژاپن است.
از باشگاه‌هایی که در آن بازی کرده‌است می‌توان به باشگاه فوتبال آلبیرکس نیگاتا اشاره کرد.